# Elecciones presidenciales de Perú de 1866
Mediante decreto expedido el 28 de julio de 1866. Debía elegirse en octubre del 1866 la elección de un Presidente Constitucional y un Congreso Constituyente en el gobierno de Mariano Ignacio Prado. Sería este Congreso Constituyente elegido hacer el escrutinio de votos emitidos y proclamar al Presidente elegido.
Realizadas las elecciones, resultó elegido Mariano Ignacio Prado. El Congreso lo proclamó el 31 de agosto de 1867. Entre los candidatos no elegidos tenemos 23 ciudadanos entre ellos Castilla, Balta, Vargas Machuca, Herencia-Zevallos, Echenique, Medina, Bustamante, La Puerta, Diez Canseco, Arenas, Vivanco.